# 180 هـ
180 هـ هي سنة في التقويم الهجري امتدت مقابلةً في التقويم الميلادي بين سنتي 796 و797.

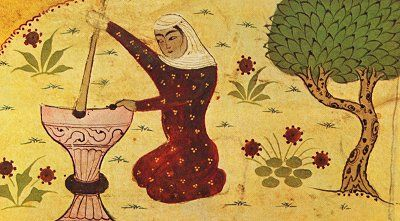
رابعة العدوية

## مواليد
- أبو أمية الطرسوسي
- حميد بن مخلد بن قتيبة

## وفيات
- حسان بن أبي سنان
- خلف الأحمر
- رابعة العدوية
- هشام بن عبد الرحمن الداخل
- حفص بن سليمان الكوفي
- سيبويه
- صفوان بن صفوان